# 趙宗邈
趙宗邈，北宋宗室。宋太宗曾孙，赵元份之孙，赵允让第五子，宋英宗的哥哥。
元丰二年（1087年）八月，宋神宗下詔，濮安懿王子贈濟州防禦使趙宗邈，特贈建寧軍節度使、成國公。缘由是其子登州防禦使趙仲覽等乞求为父亲優贈。元符二年（1099年），嗣濮王赵宗汉上言，故兄趙宗詠等六墳比諸王有降損，请求追贈。宋哲宗下詔，故贈建寧軍節度使、成國公赵宗邈特追封同谷郡王。后追封淄王。

## 诸子
- 赵仲览，沂国公，谥良信
- 赵仲翩，滕国公，谥温